# Сусідка (фільм, 1981)
«Сусідка» (фр. La Femme d’à côté) — кінофільм Франсуа Трюффо.

## Сюжет
Бернар Кудре — зразковий сім'янин, який проживає в передмісті Гренобля з коханою красунею-дружиною і малолітнім сином. Їхнє впорядковане провінційне життя йде своєю чергою, поки в один фатальний день в будинок по сусідству не в'їжджають Філіпп і Матильда Бошари. В Матильді Бернар пізнає жінку, з якою сім років тому пережив бурхливий роман. Зустрівшись знову, колишні коханці опиняються на краю прірви із власних почуттів і борються зі спокусою пустить під укіс життя свої і своїх близьких…

## В ролях
- Жерар Депардьє — Бернар Кудре
- Фанні Ардан — Матильда Бошар
- Анрі Гарсен — Філіпп Бошар
- Мішель Бомгартнер — Арлетт Кудре
- Роже ван Гол — Ролан Дюге
- Веронік Сільвер — мадам Оділь Жув
- Філіпп Морьє-Гену — лікар
- Олів'є Бекар — Тома Кудре

## Нагороди та номінації

### Номінації
- 1982 — Премія «Сезар»
  - Найкраща акторка — Фанні Ардан
  - Найкраща акторка другого плану — Веронік Сільвер